# Warlock's Quest
Warlock's Quest è un videogioco a piattaforme e sparatutto con uno stregone, pubblicato nel 1988 per Amiga, Atari ST, Apple IIGS e Commodore 64 dalla ERE Informatique, all'epoca divenuta una società controllata della Infogrames. Almeno un'edizione per Commodore 64 e una riedizione per Amiga sono uscite direttamente con marchio Infogrames. Le edizioni nordamericane, intitolate solo Warlock, vennero pubblicate in licenza dalla Three-Sixty Pacific Inc., che pubblicò anche una conversione per Mac OS nel 1989. Warlock per Commodore 64 ha la grafica in gran parte modificata rispetto a Warlock's Quest.

## Trama
Un essere infernale innominabile ha sottratto all'umanità un potente gioiello chiamato il Karna. Lo stregone protagonista del gioco deve attraversare luoghi tetri all'aperto e nel sottosuolo, combattendo mostri di ogni genere, per trovare otto oggetti magici che gli permetteranno di recuperare il Karna e infine affrontare il demone.
Una piccola introduzione animata mostra un oscuro signore incappucciato che dal suo trono dà un ordine a un diavolo emerso da una voragine del pavimento.

## Modalità di gioco
Il gioco è bidimensionale, con visuale di lato e grafica in scala piuttosto piccola. Sono sempre visibili contemporaneamente due piani, la superficie e il sottosuolo. Sopra si attraversano cimiteri, rovine e altri luoghi lugubri; sotto caverne, segrete e templi. L'ambiente è a scorrimento orizzontale, ma discontinuo: solo quando il personaggio raggiunge il lato destro o sinistro dello schermo l'immagine scorre tutta in una volta da un'area a quella adiacente. Nella versione Mac OS, monocromatica, lo scorrimento manca del tutto.
Il personaggio del giocatore è un classico mago con tunica blu, cappello a punta e bastone magico. Può camminare a destra e sinistra, saltare, e sparare con il bastone piccole palle di fuoco a lungo raggio. Per sparare si consuma un'energia limitata e comunque sullo schermo possono esserci al massimo due proiettili alla volta. Per passare da un piano all'altro si utilizzano appositi punti di passaggio, identificati da pedane, scale o altro. Possono esserci anche dei buchi da cui si cade nel sottosuolo. In alcuni punti il mago può aggrapparsi a oggetti sul soffitto.
La parte superiore dello schermo, fino quasi alla metà, è occupata dal pannello informativo, con varie informazioni numeriche come l'energia vitale del mago e l'energia dell'arma. L'energia vitale scende anche lentamente col passare del tempo e si ha una sola vita. Un piccolo inventario grafico mostra quali degli otto oggetti obiettivo sono stati raccolti.
Lo scenario è composto in tutto da 20 schermate, numerate e caratterizzate ognuna da un diverso tipo di nemico in superficie, mostrato in una finestrella informativa.
Come nemici si incontra una notevole varietà di creature mostruose, in tutto circa una trentina di tipi. Soprattutto nel sottosuolo si incontrano i nemici più pericolosi e vari generi di trappole. I vari mostri camminano, saltano o volano, e di solito sottraggono energia solo se toccati. Alcuni mostri più forti si possono uccidere una volta per tutte, mentre altri più deboli e numerosi appaiono in continuazione nella propria schermata. Si possono trovare ricariche di energia e bonus di armatura da raccogliere, alcuni rilasciati da nemici uccisi, ma anche oggetti nocivi. A inizio partita sono selezionabili tre livelli di difficoltà.